# Gustav Meyer (jazykovědec)
Gustav Meyer, také uváděn jako Gustav Mayer nebo Gustav Majer (25. listopadu 1850 Strzelce Opolskie – 28. srpna 1900 Straßgang), byl německý jazykovědec.

## Život
Od roku 1867 studoval  klasickou filologii, indoevropistiku, novou řečtinu a sanskrt na univerzitě ve Vratislavi, kde v roce 1871 získal doktorát. V letech 1871 až 1874 učil na gymnáziu Ernestinum v Gotě. Během tohoto období publikoval svou studii Příspěvek k teorii tvoření slov v řečtině a latině (1872). Od roku 1874 učil na německém gymnáziu na Malé Straně v Praze a od roku 1876 také vyučoval jako soukromý lektor srovnávací gramatiku řečtiny a latiny na Pražské univerzitě. V roce 1875 byl jmenován mimořádným profesorem sanskrtu a srovnávací lingvistiky na Univerzitě ve Štýrském Hradci a v roce 1881 tam byl jmenován řádným profesorem a začal se zaměřovat na studium albanologie, položil základy této disciplíny vydáním následujících děl:
1. Albanesische Studien, I, (1883); II, (1884);
2. Etymologisches Wörterbuch der albanesischen Sprache, Strassburg, (1891);
3. Kurzgefasste albanesische Grammatik, Leipzig, (1888);
4. "Zum indogermanischen - Perfectum auf die albanesische Formenlehre", publikováno v Miscellanea di filologia e linguistica in memoriam od Napoleone Caix and Angelo Canello, Florence, (1886); [Poznámka: Německý název je poškozený; sekundární zdroje zmiňují dílo Der Einfluss des Lateinischen auf die albanesische Formenlehre in Miscellanea di Filologia dedicata alla Memoria dei professori Caix e Canello]
5. Die lateinischen Elemente im Albanesischen, publikováno v Gustav Gröber's Grundriss der romanischen Philologie, I, Strassburg, (1888).

Meyer je považován za lingvistu, který vědecky dokázal, že albánština patří do indoevropské rodiny jazyků. Je známo, že vedl dlouhou korespondenci s Jeronimem de Radou, přední albánskou osobností Albánského národního obrození. Kvůli vážné nemoci univerzitu předčasně v roce 1897 opustil a o tři roky později zemře, tři měsíce před svými 50. narozeninami.